# Мерседес-Бенц-Арена (Шанхай)
Мерседес Бенц-Арена (кит. трад. 梅賽德斯-奔馳文化中心, упр. 梅赛德斯-奔驰文化中心, пиньинь Méisàidésī-Bēnchí Wénhuà Zhōngxīn, палл. Мэйсайдэсы-Бэнъчи Вэньхуа Чжунсинь) — ранее известный как Шанхай World Expo культурный центр, является крытым стадионом, расположенный на территории бывшего Expo 2010 в Пудуне, Шанхай. Он принадлежит и управляется совместным предприятием AEG-OPG.
Зал стадиона рассчитан на 18 000 человек и включает в себя небольшую площадку The Mixing Room & Muse, которая является совмещенной с баром и клубом, гибкое пространство с поднятыми столами и местами для сидения с видом на главный танцпол и сцену.
На арене состоялась церемония открытия ЭКСПО 2010, во время которой он был известен как — Экспо культурный центр.
Официальное открытие стадиона состоялось 30 апреля 2010 года

## Переименование
Арена спонсируется в десятилетней сделке Mercedes-Benz и была официально переименована в Mercedes-Benz Arena – 15 января 2011 года.

## События
Арена стала самой популярной ареной в Китае с момента ее открытия в 2010 году.

### Киберспорт
В марте 2016 года на арене состоялся профессиональный турнир по дисциплине Dota 2, известный как Shanghai Major 2016.

The International 2019, главный ежегодный турнир по Dota 2, также прошёл на арене  с 20 по 25 августа 2019 года.
С 5 по 15 декабря на арене пройдет главный ежегодный турнир по Counter-strike 2 известный как Perfect World Shanghai Major 2024.

### Спорт
1 сентября 2017 года на стадионе была проведена предсезонная игра в НХЛ. Ванкувер Кэнакс проиграл LA Kings 5-2. Игра собрала 10 088 зрителей, чтобы посмотреть первую игру НХЛ в Китае.

### Музыка
Это одна из самых популярных арен для концертных туров мировых исполнителей а также исполнителей на мандаринском и кантонском, корейском и японском языках.
Кроме того, он привлек многих суперзвезд, таких как:
Adam Lambert, Akon, Alicia Keys, André Rieu, Andrea Bocelli, Aretha Franklin, Ariana Grande, Avenged Sevenfold, Avril Lavigne, The Beach Boys, Bruno Mars, Charlie Puth, The Cardigans, Eagles, Ed Sheeran, Elton John, Fall Out Boy, Imagine Dragons, Iron Maiden, James Blunt, Jennifer Lopez, Jessie J, Justin Bieber, Katy Perry,  The Killers, Lay Zhang, Lindsey Stirling, Lionel Richie, Mariah Carey, Maroon 5, Metallica, Michael Bublé, Muse, Nile Rodgers, Nine Percent, Owl City, OneRepublic, Pitbull, Richard Clayderman, Quincy Jones, Queen, Rebecca Ferguson, Rocket Girls 101, The Rolling Stones, Samantha Jade, Simple Plan, Slash, Taylor Swift, Tony Bennett, Troye Sivan, Usher и Unine.

### Развлечения
Mercedes-Benz Arena провела ежегодное шоу Victoria's Secret Fashion в ноябре 2017 года.